# Vivian Blaine
Vivian Blaine, geboren als Vivian Stapleton (Newark, 21 november 1921 - New York, 9 december 1995) was een Amerikaanse actrice en zangeres.

## Levensloop en carrière
Blaine begon haar theatercarrière in 1934. In 1942 tekende ze een contract bij 20th Century Fox. Ze debuteerde in een film met Lloyd Nolan en Carole Landis. In 1943 speelde ze naast Stan Laurel en Oliver Hardy de hoofdrol in Jitterbugs. In 1945 verscheen ze in Nob Hill naast George Raft en Joan Bennett. In een viertal films in de jaren 40 speelde ze de hoofdrol naast Carmen Miranda. Tussen 1950 en 1953 speelde ze de rol van Miss Adelaide in Guys and Dolls in het theater. Deze rol nam ze in 1955 over voor de gelijknamige film. In 1957 acteerde ze naast Red Skelton in Public Pigeon No. 1. Een van haar laatste films was Parasite uit 1982, met een jonge Demi Moore.
Blaine was driemaal gehuwd. Ze overleed in 1995 op 74-jarige leeftijd. Ze ligt begraven op Kensico Cemetery in Valhalla (New York).

## Filmografie (selectie)
- Nob Hill, 1945
- Guys and Dolls, 1955
- Public Pigeon No. 1, 1957